# وليام كوبر
وليام كاوبر (/ ˈkuːpər / KOO - Pər ؛ 26 نوفمبر 1731 - 25 أبريل 1800)  كان شاعرًا إنكليزيًا وأحد أعمدة الترنيمة. واحد من أكثر الشعراء شعبية في عصره، غير كوبر اتجاه شعر الطبيعة في القرن الثامن عشر عن طريق كتابة الحياة اليومية ومشاهد الريف الإنجليزي. من نواح عديدة، كان أحد رواد الشعر الرومانسي. وصفه صموئيل تايلور كوليردج بأنه «أفضل شاعر حديث» ، بينما كان ويليام وردزورث معجبًا بقصيدته ياردلي أوك.  كان ابن شقيق الشاعر جوديث مادان.
بعد إضفاء الطابع المؤسسي على الجنون في الفترة من 1763 إلى 1765 ، وجد كوبر ملجأً في المسيحية الإنجيلية المتحمسة، وهو مصدر الإلهام وراء ترانيمه المحبوبة. استمر في المعاناة من الشك، وبعد حلم عام 1773 ، اعتقد أنه محكوم بالعذاب الأبدي. تعافى وكتب المزيد من التراتيل الدينية.

## روابط خارجية
- وليام كوبر على موقع IMDb (الإنجليزية)
- وليام كوبر على موقع الموسوعة البريطانية (الإنجليزية)
- وليام كوبر على موقع ميوزك برينز (الإنجليزية)
- وليام كوبر على موقع قاعدة بيانات برودواي على الإنترنت (الإنجليزية)
- وليام كوبر على موقع إن إن دي بي (الإنجليزية)
- وليام كوبر على موقع ديسكوغز (الإنجليزية)